# Lophostola annuligera
Lophostola annuligera är en fjärilsart som beskrevs av Swinhoe 1909. Lophostola annuligera ingår i släktet Lophostola och familjen mätare. Inga underarter finns listade i Catalogue of Life.